# Warren Forma
Warren Forma, né le 27 novembre 1923 à Manhattan et mort le 26 mars 2014   dans la même ville, est un réalisateur américain. Il est l'auteur de toute une série de films documentaires, Artists at Work, présentant le travail de dizaines d'artistes, peintres et sculpteurs européens et américains, entre 1960 et 1970.  